# Isabella Parasole

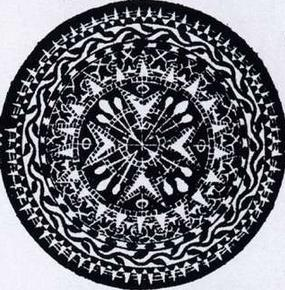
Disegno per un pizzo, dal foglio "Lavori di Ponto Reticella", dal libro Il Teatro delle nobili et virtuose donne, 1620, nella collezione della biblioteca di Houghton, Harvard University, Cambridge

Isabella Parasole (ca. 1570 – ca. 1620), conosciuta anche come Isabella Parasole Catanea, Isabetta o Elisabetta, è stata un'intagliatrice italiana su legno del tardo Manierismo e del primo Barocco.

## Biografia
Nata forse nel 1580 a Bergamo dal barone Cattaneo di Bergamo e da Faustina, sposò l'incisore Leonardo Norsini, che prese il suo cognome. Sua sorella, Geronima Parasole, anche lei un'intagliatrice, realizzò l'incisione di Antonio Tempesta chiamata La battaglia dei Centauri (Battle of the Centaurs).
Fu madre di Caterina nata nel 1596, Giovanni nel 1597, Lucrezia nel 1599, Cristofaro l'anno successivo e Olimpia nel 1602 e morì all'età di 50 anni.
Secondo altre fonti generò Bernardino Parasole che divenne un pupillo di Giuseppe Cesari, ma morì in giovane età. 

## Attività
Isabella svolse la sua attività a Roma. Eseguì diverse incisioni di piante per un erbario, pubblicato sotto la direzione di Federico Cesi, di Acquasparta. 
Pubblicò un libro nel 1597 dal titolo Studio delle Virtuose Dame, dedicato a Giovanna D'Aragona, contessa di Cardona (1575–1608) e citato da Giovanni Baglione nell'opera Vite  del 1642; nel 1616 pubblicò un altro libro sui metodi di realizzazione di pizzi e ricami, con tagli ornamentali, che ha inciso a partire dai suoi propri disegni. Dedicò il libro a Elisabetta di Francia (1602–1644).
In seguito alla pubblicazione del suo libro nel 1597 usò il nome di Isabella, che rimase prevalente nella storiografia.